# حمام بلور
حمام بلور قزوین از حمام‌های منسوب به دورهٔ صفویه و قاجاریه در بافت قدیم شهر قزوین است. تاکنون هیچ نام و نشان و مستنداتی از بانی و سازنده آن پیدا نشده و تاریخ دقیق ساخت آن مشخص نیست.
این حمام با مساحتی نزدیک به ۱۲۰۰ متر مربع در یکی از محله‌های تاریخی شهر قزوین به نام محله آخوند قرار گرفته‌است. این حمام چند سالیست که تعطیل است.

## معماری بنا
معماری بنا به ویژه نقاشی‌های موجود در سربینه و کشف سفال‌های مختلف نشان از ساخت آن در دوره صفویه و تکمیل و بازسازی آن در دوره قاجار دارد. در قسمت زیر گنبد سربینه حمام چهار لایه نقاشی بر روی لایه‌ای از آهک وجود دارد. نقاشی‌های گل و طبیعت مربوط به دوره صفوی و تمثال‌های انسان مربوط به دوره قاجاری است. این نقاشی‌ها هنگام عملیات مرمت در زیر کاشی‌هایی که در دوران معاصر بر روی دیوارهای حمام نصب شده بود، پبدا شده‌اند. این حمام تا اواخر دهه ۷۰ خورشیدی مشغول به کار بوده‌است.
فضاهای حمام در زیرزمین واقع شده‌است که با گذشتن از ۱۳ پله به داخل سربینه وصل می‌شود و برخی تاق‌ها و گنبدهای آن نیز از پشت بام حدود ۶۰ تا ۱۹۰ سانتی‌متر از سطح معبر مجاور بالاتر است.
ورودی به بخش گرمخانه حمام در امتداد کانال پاشویه حوض می‌باشد. پس از عبور از راهرو با اندکی انحراف به چپ وارد فضای گرمخانه می‌شویم.
زیباترین بخش حمام، بخش گرمایشی حمام (طبقه جهنم) است که در کف گرمخانه واقع شده و اصطلاحاً به آن گربه رو می‌گویند. این قسمت ما را به یاد سیستم‌های گرمایش از کف امروزی انداخته و نشان از هنر و دانش معماری آن روزگار دارد.
دیگر قسمت‌های حمام شامل: خزانه آب گرم، چال حوض یا استخر آب سرد، نظافتخانه، اعیانی، آتشخانه و سرویس بهداشتی می‌باشد.

## موزه سنگ
با ابتکار سازمان فرهنگی ورزشی شهرداری قزوین، موزه سنگ شهر قزوین هم‌اکنون در این بنا قرار گرفته‌است.

## ثبت ملی
حمام بلور قزوین به شماره ۳۹۶۸ در فهرست آثار ملی ایران به ثبت رسیده‌است.